# Numeryczna prognoza pogody
Numeryczna prognoza pogody (ang. Numerical Weather Prediction/NWP) – ocena stanu atmosfery w przyszłości na podstawie znajomości warunków początkowych oraz sił działających na powietrze. Numeryczna prognoza pogody oparta jest na rozwiązaniu równań ruchu powietrza za pomocą ich dyskretyzacji i wykorzystaniu do obliczeń maszyn matematycznych.
Początkowy stan atmosfery wyznacza się na podstawie jednoczesnych pomiarów na całym globie ziemskim. Równania ruchu cząstek powietrza wprowadza się zakładając, że powietrze jest płynem. Równań tych nie można rozwiązać w prosty sposób. Kluczowym uproszczeniem, wymagającym jednak zastosowania komputerów, jest założenie, że atmosferę można w przybliżeniu opisać jako wiele dyskretnych elementów, na które oddziaływają rozmaite procesy fizyczne. Komputery wykorzystywane są do obliczeń zmian w czasie temperatury, ciśnienia, wilgotności, prędkości przepływu i innych wielkości opisujących element powietrza. Zmiany tych własności fizycznych powodowane są przez rozmaitego rodzaju procesy, takie jak wymiana ciepła i masy, opad deszczu, ruch nad górami, tarcie powietrza, konwekcję, wpływ promieniowania słonecznego, oraz wpływ oddziaływania z innymi cząstkami powietrza. Komputerowe obliczenia dla wszystkich elementów atmosfery dają stan atmosfery w przyszłości czyli prognozę pogody.
W dyskretyzacji równań ruchu powietrza wykorzystuje się metody numeryczne równań różniczkowych cząstkowych – stąd nazwa numeryczna prognoza pogody.
Numeryczne prognozy pogody są sporządzane na podstawie różnych modeli obliczeniowych (jak np: GFS, ECMWF, ICON, COSMO, NEMS, ALADIN), opracowywanych przez poszczególne instytucje lub zespoły naukowe.